# Съчленен автобус
Съчлененият автобус е превозно средство, което се използва често в мрежите на градския транспорт. Целта на това превозно средство e да превози колкото се може повече хора на къси разстояния.

## История
Първият автобус от подобен тип се появява през 1930-те години. Съчленените автобуси се разпространяват първо на континентална Европа. През 1950-те години в някои райони на Америка автобусът добива популярност, но за малко. В страните от Източния блок автобусите „хармоника“ (както още се наричат) стават все по-честа гледка в големите градове. В страните от Източния блок и особено в СССР стават изключително популярни и съчленените тролейбуси.